# Lelkes testcsere
A Lelkes testcsere (eredeti cím: It's a Boy Girl Thing) 2006-ban bemutatott amerikai romantikus-vígjáték, amelyet Nick Hurran rendezett, Geoff Deane írt. A főszerepben Kevin Zegers és Samaire Armstrong látható. A történet az Amerikai Egyesült Államokban játszódik, de nagyrészt az Egyesült Királyságban készült. A film producerei David Furnish, Steve Hamilton Shaw a Rocket Pictures-től és Martin F. Katz a Prospero Pictures-től. Elton John az egyik executive producer.
A Lelkes testcserét Elton John filmes cége, a Rocket Pictures gyártotta, független forgalmazója pedig a Mel Gibson-féle Icon Productions volt. 2006. december 26-án jelent meg az Egyesült Királyságban, azóta egyes országok mozijaiban bemutatták, máshol közvetlenül DVD-n, máshol pedig tévéfilmként adták ki. A legtöbb iskolai jelenetet a kanadai Ontario állambeli Hamiltonban található Westdale középiskolában forgatták.

## Cselekmény
Nell Bedworth és Woody Deanne szomszédok és iskolatársak. Bár gyerekkoruk óta ismerik egymást, és gyerekkori barátok voltak, de mióta ugyanabba a középiskolába járnak, nem jönnek ki jól. Teljesen különbözőek. Woody népszerű egyetemi focista, míg Nell egy olyan lány, aki művelt, szereti az irodalmat, de hiányoznak a szociális készségei.
Egy iskolai kirándulás során egy múzeumban egy azték isten, Tezkatlipoka szobra előtt veszekednek. A szoborból úgy tűnik, hogy átok száll kettejükre, mert másnap reggel egymás testében ébrednek fel.
Mindketten megpróbálnak úgy tenni, mintha semmi baj nem lenne, és mivel utálják egymást, nekilátnak, hogy tönkretegyék a másik gimnáziumi hírnevét. A fiú majdnem odáig megy, hogy a lány elveszíti a szüzességét azzal, hogy lefekszik egy fiúval. Nell viszont ráveszi a barátját, hogy szakítson a barátnőjével, Breannával.
Azonban egymást is fel kell készíteniük a fontos vizsgák letételére. Woody-nak meg kell tanítania Nellt amerikai futballt játszani, hogy megvalósíthassa álmát, míg Nellnek Woody-t kell felkészítenie, hogy felvegyék a Yale Egyetem-re.
A sok együtt töltött idő után egymásba szeretnek, ekkor a varázslat véget ér, és mindketten visszatérnek a saját testükbe, készen arra, hogy továbbra is együtt maradjanak.

## Szereplők
(A szereposztás mellett a magyar hangok feltüntetve)
- Samaire Armstrong – Nell Bedworth[5][6] – Molnár Ilona
- Kevin Zegers – Woody Deane – Markovics Tamás
- Maury Chaykin – Stan Deane – Ujlaki Dénes
- Robert Joy – Ted Bedworth – Katona Zoltán
- Sherry Miller – Katherine Bedworth – Hirling Judit
- Sharon Osbourne – Della Deane – Vennes Emmy
- Mpho Koaho – Harry 'Paci' Horson – Papp Dániel
- Brooke D'Orsay – Breanna Bailey – Vadász Bea
- Genelle Williams – Tiffany – Mánya Zsófia
- Emily Hampshire – Chanel – Haffner Anikó
- Dan Warry-Smith – amerikai futball játékos #1
- Alex Nussbaum – Mr. Zbornak
- Jack Duffy – Öregember
- John Bregar – Richard
- David Ndaba – amerikai futball játékos #2
- Rob Ramsay – amerikai futball játékos #3

## Fogadtatás
A Rotten Tomatoes oldalán film 67%-os minősítést ért el 9 kritikus véleménye alapján.
Az Empire magazin 5-ből 3 pontot adott a filmre, és „elég jól nézhető”-nek nevezte.

## Fordítás
- Ez a szócikk részben vagy egészben  az   It's a Boy Girl Thing című angol Wikipédia-szócikk fordításán alapul.  Az eredeti cikk szerkesztőit annak laptörténete sorolja fel. Ez a jelzés csupán a megfogalmazás eredetét és a szerzői jogokat jelzi, nem szolgál a cikkben szereplő információk forrásmegjelöléseként.
- Ez a szócikk részben vagy egészben  a   Boygirl - Questione di... sesso című olasz Wikipédia-szócikk fordításán alapul.  Az eredeti cikk szerkesztőit annak laptörténete sorolja fel. Ez a jelzés csupán a megfogalmazás eredetét és a szerzői jogokat jelzi, nem szolgál a cikkben szereplő információk forrásmegjelöléseként.